# 南山龙胆
南山龙胆（学名：Gentiana grumii）为龙胆科龙胆属的植物，是中国的特有植物。分布在中国大陆的青海等地，生长于海拔3,200米至3,250米的地区，见于沼泽化草甸及湿草地，目前尚未由人工引种栽培。在《中国物种红色名录》中评估等级为易危。